# جيف ليون
جيف ليون (بالإنجليزية: Jeff Lyon)‏ هو مصور وصحفي أمريكي، ولد في 1945 في شيكاغو في الولايات المتحدة.